# Op goed geluk (televisieprogramma)
Op goed geluk is een Nederlands televisieprogramma dat van 1987 tot 1992 uitgezonden werd door de televisieomroep TROS op Nederland 2. Sinds 2018 werd een vernieuwde versie van het programma uitgezonden door RTL op RTL 4, deze variant werd tevens uitgezonden op de video-on-demanddienst Videoland. Het programma was gebaseerd op het Amerikaans programma The dating game uit 1965.
De presentatie van het oorspronkelijke programma was in handen van Carry Tefsen, zij presenteerde het vijf seizoenen in de periode van 1987 tot 1992. Toen het programma na 26 jaar op RTL 4 terugkeerde werd het programma gepresenteerd door Gordon. In 2020 werd hij vervangen als presentator door Paul de Leeuw.

## Format
In het programma ontvangt de presentator een single man of vrouw die tijdens het programma op zoek gaat naar een juiste partner om mee te gaan daten, dit gaat geheel blindelings. De single hoofdkandidaat en de drie kandidaten die interesse hebben in hem of haar worden van elkaar verborgen gehouden tijdens het programma. Aan het einde van het programma, als een van de kandidaten gekozen wordt door de single hoofdkandidaat, worden ze pas aan elkaar onthuld.
Voordat de kandidaten aan elkaar onthuld worden wordt tijdens het programma door de presentator verschillende vragen gesteld die de kandidaten zo eerlijk mogelijk moeten antwoorden. Op basis van deze antwoorden kiest de single hoofdkandidaat aan het einde van het programma met wie hij of zij op date wil. Vervolgens gaat de waaier omhoog waar de kandidaat achter schuil gaat en zien de kandidaten elkaar pas voor het eerst. Vanaf seizoen 6 is de waaier vervangen door een schot, dat opzij wordt geschoven nadat de hoofdkandidaat zijn/haar keuze heeft gemaakt, waarna de kandidaten elkaar voor het eerst zien. 
Vervolgens gaat het net gevormde koppel buiten het programma om op date; tijdens de eerste vijf seizoenen kregen de koppels een reis aangeboden om elkaar beter te leren kennen, vanaf seizoen zes gaan ze enkel een dag binnen Nederland weg.  

## Achtergrond
Het eerste seizoen van het programma ging van start in 1987 en werd gepresenteerd door Carry Tefsen. Hiermee was dit een van de eerste officiële Nederlandse datingprogramma's, dit was tevens Tefsen haar presentatiedebuut op de Nederlandse televisie. De eerste variant van het programma bestond uit vijf seizoenen en liep tot 1992.
In het najaar van 2017 werd bekend dat RTL bezig was met het herontwikkelen van het programma. In januari 2018 werd bekendgemaakt dat de presentatie van het programma in handen kwam van Gordon. Diezelfde maand ging het zesde seizoen officieel van start, de eerste aflevering werd op zaterdag 20 januari 2018 op televisiezender RTL 4 uitgezonden. De eerste aflevering van deze vernieuwde variant werd bekeken door 1.189.000 kijkers, hiermee was het de negende best bekeken programma van die dag. Desondanks kreeg het programma kritiek van de kijkers. De tweede aflevering werd bekeken door 869.000 kijkers, de aflevering die hierna volgde was op 3 februari 2018 goed voor 1.081.000 kijkers. Het eerste seizoen van Gordon, dat het zesde seizoen in de reeks was, bestond uit zes afleveringen en sloot op 24 februari 2018 af met 721.000 kijkers.
In maart 2020 keerde het programma bij RTL 4 terug op televisie voor een zevende seizoen, ditmaal werd het gepresenteerd door Paul de Leeuw. Het zevende seizoen, het eerste seizoen van De Leeuw, begon op 4 maart 2020 en werd bekeken door 596.000 kijkers. Daarmee sloot het programma de top zeventien af van best bekeken programma's van die avond. De opnames van het programma werden vroegtijdig neergelegd door de coronapandemie.